# Leptonemella parabullata
Leptonemella parabullata är en rundmaskart som först beskrevs av Allgen 1929.  Leptonemella parabullata ingår i släktet Leptonemella och familjen Desmodoridae. Arten är reproducerande i Sverige. Inga underarter finns listade i Catalogue of Life.